# Kalle Jutila
Kalle Teodor Jutila, född 27 januari 1891 i Birkala, död 21 juni 1966 i Helsingfors, var en finländsk jordbruksexpert och politiker.
Jutila blev filosofie doktor 1922, och var 1928–38 innehavare av den Kordelinska professuren i agrarpolitik vid Helsingfors universitet och tillhörde därefter Finlands Banks direktion intill 1958. Han var även sändebud i Washington, D.C., 1945–51.
Jutila tillhörde Agrarförbundet och var 1927–28 minister utan portfölj i J.E. Sunilas första regering och biträdande lantbruksminister 1928. Han var lantbruksminister i Toivo Mikael Kivimäkis regering 1932–36 och återkom på denna post 1945 och 1953–54. Han var folkförsörjningsminister 1944–45. 

## Utmärkelser
- Grand-croix de l'ordre royal de Saint-Sava,  1934[3]
- Officer av Kungariket Ungerns förtjänstorden,  1934[3]
- Storkorset av Oranien-Nassauorden,  1937[3]
- Vita stjärnans orden, första klass,  26 november 1937[4]
- Kommendörstecknet av I klass av Finlands Vita Ros’ orden,  1940[3]
- Vinterkrigets minnesmedalj[3]
- Frihetskrigets minnesmedalj med ros[3]

[Redigera Wikidata]